# Isobar (Kernphysik)
Isobare (von altgriechisch ἴσος isos, deutsch ‚gleich‘ und βαρύς barýs, deutsch ‚schwer‘) sind Nuklide zweier verschiedener chemischer Elemente, also von verschiedener Kernladungszahl, deren Atomkerne aber die gleiche Anzahl von Nukleonen enthalten, also die gleiche Massenzahl haben. Sie unterscheiden sich also in den Anzahlen ihrer Protonen und Neutronen. Abgeleitet davon ist der Begriff der isobaren Interferenz.
Als eine Isobare wird manchmal auch die Reihe von Isobaren bezeichnet, wie sie sich in Nuklidkarten als Diagonale darstellt. Sie wird beispielsweise im Zusammenhang der aufeinander folgenden Betazerfälle von Spaltprodukten betrachtet. Auch das Eigenschaftswort isobar im Sinne von „gleich schwer wie...“ wird gelegentlich verwendet.
Unterscheidet sich die Ordnungszahl zweier Isobare nur um 1, so ist erfahrungsgemäß mindestens eines dieser Nuklide radioaktiv (Mattauchsche Isobarenregel).

## Beispiele
- 14C und 14N
- 17N, 17O und 17F

Ein Spezialfall der Isobare sind die so genannten Spiegelkerne.

## Verwendung
Während Isotope aufgrund des chemisch (nahezu) identischen Verhaltens vielfach Anwendung finden (zum Beispiel bei der Isotopenmarkierung in Forschung und Diagnostik), sind Isobare hauptsächlich in der Kernphysik von Relevanz.
Die zu erwartenden Spaltprodukte bei der Spaltung von 233U, 235U oder 239Pu können zum Beispiel über die Isobare recht präzise angegeben werden. Da eine Analyse der Spaltprodukte üblicherweise erst nach einiger Zeit (gegebenenfalls jahrelange Lagerung im Abklingbecken) erfolgt, ist es einfacher, die entstandenen Isobare zu quantifizieren als die individuellen Nuklide, die ursprünglich entstehen, und nach wenigen Millisekunden bis einigen Tagen zerfallen.
Zum Beispiel ist die Form, in der der Isobar der Massezahl 135 in abgebrannten Kernbrennstoff nach einigen Tagen Lagerung fast ausschließlich vorliegt, das langlebige Caesium-Isotop 135Cs. Dieses entsteht jedoch nur in geringem Ausmaß direkt bei der Kernspaltung, sondern ist üblicherweise das Produkt einer Serie von Zerfällen über 135I und 135Xe. Da Xenon-135 ein starkes Neutronengift ist, führt dies zur so genannten Xenonvergiftung.